# Mikkel McAlinden
Mikkel Magnus McAlinden (* 17. července 1963 Oslo) je norský umělec a fotograf.

## Životopis
Je považován (2011) za jednoho ze současných předních norských uměleckých fotografů. McAlinden pracuje nejraději ve velkých formátech. Jeho obrázky vypadají na první pohled jako fotografie z běžných situací nebo objektů. Při bližším zkoumání divák zjistí, že umělec manipuluje s předmětem, a že práce bývá složena z několika různých expozic pomocí digitální postprodukce. Výsledkem je fotografie, která ukazuje více rozměrů subjektu, než by bylo možné dosáhnout jednou expozicí, a tak vzniká neskutečný surrealistický svět obrazů, které vytvářejí v divákovi pocity úžasu a někdy i hrůzy.
Teprve v devadesátých letech 20. století vznikla první instituce pro vyšší fotografické vzdělání – Národní umělecká akademie v Bergenu (KHiB). Umělci, kteří zásadně formují dnešní norskou fotografickou scénu jako Mikkel McAlinden, Vibeke Tandberg nebo Torbjørn Rødland zde absolvovali v polovině 90. let. Zájem o fotografii prudce vzrostl. V devadesátých letech norské fotografii dominovala digitálně manipulovaná fotografie v čele s fotografy jako Vibeke Tandberg, Mikkel McAlinden nebo Ole John Aandal.

## Vzdělávání
- Národní vysoká škola umění a designu v Bergenu, vysokoškolské studium (1991–1994)
- Národní vysoká škola umění a designu v Bergenu (1994–1996)